# Jennifer Bassey
Jennifer Bassey (Chicago, 22 luglio 1942) è un'attrice statunitense. Dopo essere apparsa in Love of Life, Ai confini della notte  e Somerset, ha cambiato il suo nome d'arte da "Joan Bassie" a "Jennifer Bassey". Scelse il nome da quello della dottoressa Jennifer Stark, ruolo che aveva interpretato in Love of Life.
Ha vinto un premio Daytime Emmy nel 1996 per La valle dei pini.

## Filmografia

### Cinema
- Waxwork - Benvenuti al museo delle cere (Waxwork), regia di Anthony Hickox (1988)
- Il falò delle vanità (The Bonfire of Vanities), regia di Brian De Palma (1990)
- The Platinum Triangle, regia di Anthony J. Christopher (1990)
- Singles - L'amore è un gioco (Singles), regia di Cameron Crowe (1992)
- Dunston - Licenza di ridere (Dunston Checks In), regia di Ken Kwapis (1996)
- Imprevisti di nozze, (It Had to Be You) regia di Steven Feder (2000)
- 27 volte in bianco (27 Dresses), regia di Anne Fletcher (2008)
- The Brothers Sinclair, regia di Ronny Jay (2011)

### Televisione
- Love of Life - serie TV, 1 episodio (1969-1971)
- Somerset - serie TV, 1 episodio (1975)
- Ai confini della notte - serie TV, 1 episodio (1976-1977)
- Il profumo del successo - serie TV, 1 episodio (1984)
- ABC Weekend Specials - serie TV, 1 episodio  (1985)
- Avvocati a Los Angeles (L.A. Law) - serie TV, 3 episodi (1987-1993)
- Duetto (Duet) - serie TV, 1 episodio (1988)
- Goddess of Love - film TV 	(1988)
- L'ispettore Tibbs (In the Heat of the Night) - serie TV, 1 episodio (1988)
- Side by Side - film TV (1988)
- Falcon Crest - serie TV, 4 episodi (1989)
- The Robert Guillaume Show - serie TV, 1 episodio (1989)
- Casalingo Superpiù (Who's the Boss?) - serie TV, 1 episodio (1989)
- Charlie - film TV (1989)
- Matlock - serie TV, 2 episodi	(1989-1993)
- Over My Dead Body - serie TV, 1 episodio (1990)
- Ladies on Sweet Street	(1990)
- Murphy Brown - serie TV, 1 episodio (1990)
- Pros and Cons - serie TV, 1 episodio (1991)
- Due come noi - serie TV, 1 episodio (1991)
- La rivincita dei nerds III - film TV (1992)
- In casa con il nemico - film TV (1992)
- Sweating Bullets - serie TV, 1 episodio (1993)
- Ragionevoli dubbi - serie TV, 2 episodi (1993)
- Illicit Dreams (1994)
- Twogether (1994)
- 2 poliziotti a Palm Beach - serie TV, 2 episodi (1994-1997)
- Hudson Street - serie TV, 1 episodio (1995)
- Coach - serie TV, 1 episodio (1995)
- ABC Afterschool Specials - serie TV, 1 episodio (1996)
- Law & Order - I due volti della giustizia (Law & Order) - serie TV, 1 episodio (2002)
- 30 Rock - serie TV, 1 episodio (2007)
- La valle dei pini (All My Children) - serie TV, 96 episodi (1983-2011)
- Grey's Anatomy - serie TV, 3 episodi (2013)

## Doppiatrici italiane
Nelle versioni in italiano delle opere in cui ha recitato, Jennifer Bassey è stata doppiata da:
- Graziella Polesinanti in Grey's Anatomy